# هارون سليمان
هارون سليمان (بالإنجليزية: Haroun Ali Suleiman)‏ هو سياسي تنزاني، ولد في 24 يوليو 1953 في سلطنة زنجبار. حزبياً، نشط في حزب الثورة ‏. وقد انتخب عضو الجمعية الوطنية لتنزانيا.